# Heinrich von Eckardt
Heinrich von Eckardt (* 20. Juli 1861 in Riga; † 3. März 1944 in Jena) war deutscher Diplomat in der Dragomanlaufbahn.

## Leben
Heinrich von Eckardt war der Sohn des Deutsch-Balten Julius von Eckardt und dessen Ehefrau Isabella David (* 1837 in Leipzig; † 1903 in Zürich). Seine Tochter war die Schauspielerin Milena von Eckardt. Er war ein Onkel des Felix von Eckardt.
Am 10. März 1881 bestand er das Abitur an der Gelehrtenschule des Johanneums. Ab dem Sommersemester 1881 studierte er an der Universität Jena Rechtswissenschaft und orientalische Sprachen (Arabisch, Türkisch), wo er 1882 im Corps Saxonia Jena aufgenommen wurde. Nach einem Wechsel an die Friedrich-Wilhelms-Universität legte er am 27. März 1885 das Referendarexamen ab und diente anschließend als Einjährig-Freiwilliger in der Preußischen Armee. Zugleich war er beim Amtsgericht Jena und bei einem Rechtsanwalt beschäftigt.
Am 6. Juni 1886 in den Auswärtigen Dienst einberufen, kam er am 1. Juli 1886 als Dragomanats-Eleve (bis 6. April 1899) an die Botschaft in Konstantinopel. Zeitweise war er kommissarisch beschäftigt am Deutschen Generalkonsulat Konstantinopel. Vom 19. August bis zum 17. Oktober 1893 übernahm er die kommissarische Leitung des Konsulats in Smyrna. Am 5. Juni 1897 bestand er die konsularische Prüfung. Als Legationssekretär trat er am 23. Mai 1899 den Dienst an der Gesandtschaft in Teheran an. Vom 21. Juli bis zum 28. September 1900 war er an der Botschaft in Konstantinopel mit der Wahrnehmung der Geschäfte des 1. Dragomans beauftragt. Seit dem 15. Januar 1901 an der Gesandtschaft in Belgrad, erhielt er am 18. Oktober 1902 den Charakter als Legationsrat. Vom 6. März 1906 bis zum 21. September 1907 war er deutscher Delegierter bei der Internationalen Finanzkommission in Athen. Am 4. Februar 1908 kam er als Ministerresident und kommissarischer Leiter des Konsulats nach Havanna. Mit Rang und Titel eines Gesandten übernahm er am 27. Dezember 1910 die Geschäfte des Ministerresidenten in Cetinje, Montenegro.

## Mexiko
Zum 14. Februar 1915 wurde Eckardt Gesandter in Mexiko-Stadt. In dieser Funktion war er Empfänger der Zimmermann-Depesche vom 16. Januar 1917, in der ihn Außenminister Arthur Zimmermann instruierte, der mexikanischen Regierung eine Allianz für eine mögliche Konfrontation mit den USA anzubieten. Auch sollte er um Mexikos Unterstützung bei der Verständigung mit Japan werben. Trotz der Geheimhaltungsbemühungen gelangte die Depesche in britische Hände und konnte von diesen dechriffiert werden, was letztlich zur Ablehnung durch Mexiko beitrug.

## Rückkehr
Am 25. Dezember 1918 (nach der Novemberrevolution) wurde Eckardt in Mexiko abgelöst. Ab dem 29. April 1919 im Auswärtigen Amt, hatte er in der Abt. IA (Politik) Mexiko-Angelegenheiten zu bearbeiten. Vom 24. Juli bis zum 29. August 1919 war er Referatsleiter für Mexiko. Danach in Urlaub, wurde er am 6. März 1920 in den einstweiligen Ruhestand versetzt.
Vom 22. Oktober 1924 bis zum 15. März 1925 war er 1. Delegierter des Auswärtigen Amts bei der Internationalen Opiumkonferenz in Genf. Ebenfalls in Genf führte er vom 2. April 1925 bis zum 31. Juli 1925 die deutsche Delegation bei der Internationalen Waffenhandelskonferenz. Ab dem 1. September 1925 ging er einer Vortragstätigkeit im Auftrag des
Reichsministers des Auswärtigen nach. Zum 31. Oktober 1926 wurde er in den Ruhestand versetzt.

## Genealogie
- Gothaisches Genealogisches Taschenbuch der Adeligen Häuser. Alter Adel und Briefadel. 1921. Jg. 15, Justus Perthes, Gotha 1920, S. 168. Siehe: Internet Archive.
- Gothaisches Genealogisches Taschenbuch der Adeligen Häuser. Teil B. [Briefadel]. 1933. Jg. 25, Justus Perthes, Gotha 1932, S. 134 f. Siehe: FamilySearch.